# Anchipilo
Anchipilo, noto anche come Anchimolo o Archipilo (in greco antico: Ἀγχίπυλος?, Anchípylos, in latino Anchipylus; fl. V-IV secolo a.C.), è stato un filosofo greco antico.
Molto scarse notizie sono a noi giunte di Anchipilo, un sofista che fu discepolo del socratico Fedone di Elide. Si tramanda che si nutrisse soltanto di acqua e fichi.